# حاجی‌آباد (مسجدسلیمان، شمال)
حاجی‌آباد یک روستا در ایران است که در دهستان تمبی گلگیر شهرستان مسجدسلیمان واقع شده‌است.